# 芭蕉乡 (会理县)
芭蕉乡，是中华人民共和国四川省凉山彝族自治州会理市曾经下辖的一个乡。

## 行政区划
芭蕉乡撤销前下辖以下地区：
洪发村、田磅村、双凤村和蒙沽村。